# Ir Indo Edicións
Ir Indo Edicións és una editorial viguesa, en gallec, castellà, anglès i francès, fundada en 1985 per Bieito Ledo Cabido.

## Descripció
Té més de cinc-cents títols, dins de les col·leccions: Dicionarios, Galegos na Historia, Narrativa, O Parrulo, Elefante Contacontos, Recursos, Festas na escola, A fraga, Raigame, Letras Hispanas, Clásicos, Cidades-vilas, Guías, Arquivo da Imaxe, Manuais e Memorias.
Entre els autors editats per Ir Indo estan: Álvaro Cunqueiro, Francisco Fernández del Riego, Alfredo Conde Cid, Xosé María Álvarez Blázquez, Darío Xohán Cabana, Xosé Antonio Perozo, Marilar Aleixandre, Tucho Calvo, Moncho Borrajo, Roald Dahl, Robert Musil, Joseph Conrad, Edgar Allan Poe, Lovecraft, Tolstoi, Castelao, Antón Fraguas, Rafael Dieste, Eugenio Granell, Camilo José Cela, Xosé Luís Méndez Ferrín, Xosé Filgueira Valverde, Torrente Ballester, Rudyard Kipling, Francis Scott Fitzgerald i Jules Verne.

## Obres de consulta
Entre 1999 i 2006 va editar l'Enciclopedia Galega Universal Ir Indo, de setze volums, que va tenir versió online a Internet. En l'any 2003, per encàrrec de La Voz de Galicia, edità el Diccionario Enciclopédico Galego Universal (DEGU) de seixanta toms.
Altres obres de consulta destacades de l'editora són el Dicionario biográfico de Galicia (2010-2011, tres toms), o Dicionario de Galego Ir Indo o el Diccionario dos nomes galegos de Xesús Ferro Ruibal et alii.